# 6 Underground
Ne doit pas être confondu avec Six Underground (film).
Singles de Sneaker Pimps
Roll On
(1996) Spin Spin Sugar
(1997)
6 Underground est une chanson trip hop du groupe britannique Sneaker Pimps parue sur l'album Becoming X (1996).
Le titre a atteint la 15e place de l'UK Singles Chart en octobre 1996, puis la 9e du même hit-parade en mai 1997 à la suite de la réédition du single après son utilisation dans la bande originale du film Le Saint en 1997. Il a également atteint la 45e place du Billboard Hot 100 dans la foulée.
Hormis le film Le Saint  (1997), la chanson a été utilisée dans les films Big Party (1998), Sexe Intentions (1999), The Watcher (2000), Dogtown and Z-Boys (2001), Un homme à part (2003) et Hanté par ses ex (2009).
Le titre a eu de nombreux remix dont celui de Nellee Hooper qui apparaît sur certaines éditions de l'album en tant que morceau caché.
La mélodie de harpe est tirée de Golden Girl (1964), une chanson extraite de la bande-originale du film de James Bond Goldfinger sorti en 1964 et composée par John Barry. Le chant est interprété par Kelli Ali.